# Précy
Précy är en kommun i departementet Cher i regionen Centre-Val de Loire i de centrala delarna av Frankrike. Kommunen ligger  i kantonen Sancergues som tillhör arrondissementet Bourges. År 2022 hade Précy 354 invånare.

## Befolkningsutveckling
Antalet invånare i kommunen Précy
Referens:INSEE